# Pau Pérez-Sales
Pau Pérez-Sales es un psiquiatra y director del Postdoctorado en Salud Mental en Violencia Política y Catástrofes de la Universidad Complutense de Madrid. También está afiliado al Servicio de Psiquiatría del Hospital La Paz de Madrid y Director del SiR[a] o también llamado Centro Sira, Centro de investigación, documentación forense y rehabilitación de víctimas de malos tratos y torturas.

## Educación
Pau Pérez-Sales es licenciado en medicina por la Universidad de Barcelona e hizo la especialidad de psiquiatría en el Hospital La Paz de Madrid. En 1994 se doctoró en Psiquiatría por la Universidad Autónoma de Madrid.

## Investigación y carrera
Pau Pérez-Sales es expresidente de la Sección de Consecuencias Psicológicas de la Persecución y la Tortura de la Asociación Mundial de Psiquiatría. Ha realizado una extensa investigación científica sobre la tortura y la tortura psicológica. Definió el concepto de Entornos Torturantes, y desarrolló un conjunto de herramientas para cuantificarlos y estudiarlos.
Trabajó como consultor para la Organización Mundial de la Salud, el grupo del Comité Permanente entre Agencias sobre Salud Mental y Apoyo Psicosocial en Situaciones de Emergencia, Guía de Intervención MH-GAP Programa de Evaluación Rápida en Emergencias y programas coordinados de MHPSS. para Médicos del Mundo y Médicos Sin Fronteras.
Como experto forense, ha trabajado en la evaluación de la credibilidad de las acusaciones de torturay en protocolos para documentar la tortura psicológica, incluida la privación del sueño,el uso de amenazas como malos tratos y tortura,el hambre como tortura,el uso de internet y las tecnologías de las comunicaciones, entre otros.
Sus otros intereses de investigación incluyen la psicoterapia en traumas individuales y comunitarios,la psiquiatría transcultural,factores postraumáticos y resiliencia.Desarrolló el cuestionario VIVOcomo un instrumento integrador para evaluar el impacto de las experiencias traumáticas en la identidad y las visiones del mundo. Ha capacitado y dirigido investigaciones en más de 20 países.
Con más de 20 años de experiencia profesional, Pau Pérez-Sales jugó un papel fundamental en el movimiento de Psicología de la Liberación de América Latina, vivió y trabajó en Nicaragua, Guatemala, México, El Salvador, Chile y Colombia trabajando con organizaciones de base y siendo autor de una vasta producción de libros y artículos relacionados con desapariciones forzadas, exhumación de fosas comunesy políticas de verdad y reparación.
Como perito forense ha documentado torturas individuales y colectivas, incluyendo el caso de Ester Quintana, Julian Assange, Referéndum 1 de Octubre , Masacre de Santa Bárbara (Perú) entre otros.

## Afiliaciones
Pau Pérez-Sales es redactor responsable de la revista Torture y ex editor asociado de Intervention International Journal of Mental Health and Psychosocial Support in Conflict-Affected Areas.

## Libros publicados
- (2022).Violencia y Trauma: del Trabajo comunitario a la psicoterapia. Guía de procesos y programas integrados.. Irredentos Libros.
- (2021).Repensar Experiencias. Evaluación (y diseño) de programas psicosociales. Metodologías y Técnicas. Irredentos Libros.
- (2020).Cuestionario VIVO. La medida del impacto psicológico de experiencias extremas. Irredentos Libros.
- (2016).Psychological torture : definition, evaluation and measurement. New York: Routledge. ISBN 978-1-315-61694-0. OCLC 954617171.
- (2016).Violencia y trauma: Del trabajo comunitario a la psicoterapia. Guía de procesos y programa de intervención desde una perspectiva comunitaria. Irredentos Libros.
- (2013).La Medida del Impacto Psicológico de Experiencias Extremas. Irredentos Libros.
- (2009).Violencia y salud mental. Asociación Española de Neuropsiquiatría, Estudios.
- (2007).Resistencias contra el Olvido. Trabajo psicosocial en procesos de exhumaciones.. Ed GEDISA. ISBN 978-84-9784-257-0.
- (2006).Trauma, culpa y duelo : hacia una psicoterapia integradora, programa de autoformación en psicoterapia de respuestas traumáticas. Bilbao: Desclée de Brouwer. ISBN 9788433020567. OCLC 752460238.
- (2004)Psicología y Psiquiatria Transcultural. Bases prácticas para la acción. Desclee de Brower.
- (2001).Chiapas : Fundamentos Psicológicos de una Guerra Contemporánea. GAC/PRODH.
- (1999).Reconstruir el tejido Social. Un enfoque critico de la ayuda humanitaria. Icaria.
- (1999).Actuaciones Psicosociales en Guerra y Violencia Política. Ex-Libris.
- (1999).Reconstruir el tejido Social. Un enfoque critico de la ayuda humanitaria. Icaria.
- (1998).Muerte y desaparición forzada en la Araucanía: una perspectiva étnica. LOM.